# التفكير فريضة إسلامية
أحد مؤلفات المفكر الإسلامي عباس محمود العقاد.
يواصل العقاد حديثه عن العقل وموقعه في الإسلام، فيقول أن القرآن الكريم لا يذكر العقل إلا في مقام التعظيم والتنبيه إلى وجوب العمل به والرجوع اليه، ولا تأتي الإشارة اليه عارضة ولا مقتضبة في سياق الآية، بل هي تأتي في كل موضع من مواضعها مؤكدة جازمة باللفظ والدلالة، وتتكرر في كل معرض من معارض الأمر والنهي التي يحث فيها المؤمن على تحكيم عقله أو يلام فيها المنكر على اهمال عقله، وقبول الحجر عليه. ويضيف العقاد: ((...أنه لا يأتي تكرار الإشارة إلى العقل بمعنى واحد من معانيه التي يشرحها النفسانيون من أصحاب العلوم الحديثة. بل هي تشمل وظائف الإنسان العقلية على اختلاف أعمالها وخصائصها، وتتعمد التفرقة بين هذه الوظائف والخصائص في مواطن الخطاب ومناسباته، فلا ينحصر خطاب العقل في العقل الوازع أي الذي يحول بين صاحبه وما يشتهيه على أساس أخلاقي، ولا في العقل المدرك ولا في العقل الذي يناط به التأمل الصادق، والحكم الصحيح، بل يعم الخطاب في الآيات القرآنية كل ما يتسع له الذهن الإنساني من خاصة أو وظيفة، وهي كثيرة لا موجب لتفصيلها في هذا المقام المجمل، إذ هي جميعا مما يمكن أن يحيط به العقل الوازع، والعقل المدرك، والعقل المفكر الذي يتولى الموازنة والحكم على المعاني والأشياء.))

## أبواب الكتاب:
- فريضة التفكير في كتاب الإسلام
- الموانع والأعذار
- المنطق
- الفلسفة
- العلم
- الفن الجميل
- المعجزة
- أمام الأديان
- الاجتهاد في الدين
- التصوف
- المذاهب الاجتماعية والفكرية
- العرف والعادات
- خاتمة